# Вторая волна феминизма
Вторая волна феминизма — этап развития феминистского движения с 1960-х до начала 1990-х годов. В отличие от феминистского движения первой волны, которое ставило перед собой задачи преодоления неравенства на законодательном уровне (в частности, добиваясь предоставления женщинам избирательных и имущественных прав), феминистки второй волны занимались широким спектром проблем, связанных с фактическим неравенством, сексуальностью, семьёй, рабочим местом и репродуктивными правами.
Вторая волна быстро распространилась по всему западному миру с целью повысить равенство женщин, получив больше, чем просто право на франшизу.
Феминистская активистка и публицистка Кэрол Ханиш придумала лозунг «Личное — это политическое» («The Personal is Political»), который стал ассоциироваться со «второй волной». Феминистки «второй волны» понимали, что различные формы культурного и политического неравенства женщин неразрывно связаны между собой. Они призывали женщин осознать, что отдельные аспекты их личной жизни глубоко политизированы и являются отражением сексистских властных структур.
Фраза «освобождение женщин» (Women’s Liberation) впервые была использована в Соединённых Штатах в 1964 году, а в печати впервые появилась в 1966 году. К 1968 году её начинают использовать применительно ко всему женскому движению. Одним из самых активных критиков женского освободительного движения стала афроамериканская феминистка и писательница Глория Джейн Уоткинс (писавшая под псевдонимом «bell hooks»), автор книги «Феминистская теория от окраины к центру» («Feminist theory from margin to center»), вышедшей в 1984 году.

## Вторая волна феминизма в США
Вторая волна феминизма в Америке стала отложенной реакцией на возвращение женщин к роли домохозяйки после Второй мировой войны, во время беспрецедентного экономического роста и беби-бума. В эти годы женщины не пытались искать работу, считая своей ролью домашние обязанности, что соответствовало и общественному мнению; однако при этом они оказывались у себя в доме в изоляции, отчуждённые от политики, экономики и законотворчества. Средства массовой информации того времени это ярко показывают. Также основу для появления феминизма второй волны заложили некоторые события. Одним из них стала публикация французской писательницей де Бовуар результатов своих исследований 1940-х годов: она пришла к выводу, в патриархальном обществе женщины воспринимаются как «иные». В книге 1949 года «Второй пол» она писала, что мир, ориентированный на мужчин, воспринимается как норма, и это отношение усиливается благодаря постоянному развитию соответствующей мифологии, а тот факт, что женщины способны забеременеть и кормить грудью, не может быть веской причиной для объявления их «вторым полом». Эта книга была переведена с французского на английский и опубликована в Америке в 1953 году.
Хотя общепринято, что вторая волна феминизма продолжалось с 1960-х до начала 1980-х годов, точные годы существования этого движения определить труднее, и они часто оспариваются. Одна из дат начала — 1963 год, когда Фридан выпустила книгу «Загадка женственности», а комиссия по положению женщин в США при президенте Джона Фицджеральд Кеннеди опубликовала доклад о гендерном неравенстве.

## Усиление феминистской сознательности
Вторая волна сформировалась в двух основных ветвях: либеральном и радикальном феминизме. Либеральные феминистки во главе с такими фигурами, как Бетти Фридан и Глория Стайнем, выступали за принятие федерального закона, который улучшил бы жизнь женщин и их карьеру. С другой стороны, радикальные феминистки, такие как Кейси Хейден и Мэри Кинг, работавшие с организациями по защите гражданских прав («Студенты за демократическое общество», «Студенческий координационный комитет против насилия» и др.), переняли их методики борьбы, а также создали платформу для обсуждения проблем насилия и сексизма, с которыми женщины сталкиваются.

### Либеральное феминистское движение
После того, как многие женщины в послевоенной Америке были уволены с работы из-за личностного или социального давления, они стали домохозяйками или работали в сфере услуг. После публикации Фридан «Загадка женственности» в 1963 году, многие женщины поняли, что давно испытывают чувства социальной изоляции и неудовлетворённости, которые подробно описаны в книге. Сама книга, однако, была не призывом к действию, а скорее призывом к самореализации и повышению сознательности среди женщин среднего класса по всей Америке. Многие из этих женщин организовали создание «Национальной организации женщин» (англ. «the National Organization for Women») в 1966 году, чьё «Заявление о целях» (англ. «Statement of Purpose») провозглашало, что право женщин на равенство было частью общенациональной революции в области гражданских прав, которая происходила в 1960-х годах.

### Радикальное феминистское движение
Женщины, которые выступали за радикальный феминизм, коллективно говорили о том, что их заставляют молчать и подчиняться лидерам мужского пола в организациях «новых левых» (англ. «New Left»). Они рассказали о том, что им не только велели делать канцелярскую работу, к примеру, заполнять конверты и печатать тексты, но также от них ожидали, что они будут спать с мужчинами-активистами, с которыми они работали. Тем не менее эти акты сексуального домогательства происходили из-за того, что молодые женщины пренебрегали своими правами на признание своих потребностей и желаний. Многие радикальные феминистки вынесли для себя, работая в этих организациях, мысль о том, что нужно радикально думать о своей самооценке и важности, а также применяли эти «уроки» в отношениях, которые они имели между друг другом.

## Социальные изменения
Контроль над рождаемостью
Обнаружив необходимость поговорить о преимуществах «Управления по контролю за продуктами и лекарствами» (англ. «The Food and Drug Administration»), одобрившего контроль над рождаемостью в 1960 году, либеральные феминистки предприняли шаги по созданию лекций и семинаров с целью содействия сознательному росту среди сексуально активных женщин. Эти семинары также привлекли внимание к таким вопросам, как венерические заболевания и безопасный аборт. Радикальные феминистки также присоединились к этому стремлению повысить осведомлённость среди сексуально активных женщин. Поддерживая «Движение за свободную любовь» (англ. «Free Love Movement») в конце 1960-х и начале 1970-х годов, молодые женщины в студенческих городках распространяли брошюры о важности контроля рождаемости, профилактики сексуальных заболеваний, абортах и сожительстве.
В то время как белые женщины были заинтересованы в получении контроля над рождаемостью для всех, женщины других наций подвергались риску стерилизации из-за этих же медицинских и социальных достижений: «Группы индейцев, афроамериканцев и латиноамериканцев документировали и обнародовали злоупотребления стерилизацией в своих общинах в 1960-х годах и 70-е годы, свидетельствующие о том, что женщины были стерилизованы без их ведома или согласия. В 1970-х годах группа женщин учредила „Комитет по прекращению злоупотреблений стерилизацией“ (англ. „the Committee to End Sterilization Abuse“), чтобы остановить эту политику расистского контроля над населением, начатую федеральным правительством в 1940-х годах, которая привела к стерилизации более трети всех женщин детородного возраста в Пуэрто-Рико» (англ. «Native American, African American, and Latina groups documented and publicized sterilization abuses in their communities in the 1960s and 70s, showing that women had been sterilized without their knowledge or consent… In the 1970s, a group of women… founded „the Committee to End Sterilization Abuse“ (CESA) to stop this racist population control policy begun by the federal government in the 1940s — a policy that had resulted in the sterilization of over one-third of all women of child-bearing age in Puerto Rico»).

## Музыка и поп-культура
Феминистки второй волны рассматривали поп-культуру как сексистскую и в качестве противодействия создавали собственную. «Один из проектов феминизма второй волны состоял в том, чтобы создать „позитивные“ образы женщин, а также выступить в качестве противовеса доминирующим образам, циркулирующим в массовой культуре, тем самым повысив осведомлённость женщин об их угнетении».

### Женская музыка
Женская музыка создавалась женщинами-музыкантами, объединявших искусство с политикой и выражавших в нём свои феминистские идеалы. В США начали проводить женские музыкальные фестивали, на которых певицы и артистки исполняли свои музыкальные произведения, рассказывавшие об их личном опыте. Первый женский музыкальный фестиваль был проведён в 1974 году в университете штата Иллинойс. Многие женщины начали исполнять хард-рок, который считался традиционно мужским жанром. Одним из наиболее успешных примеров были сестры Энн и Нэнси Уилсон, которые сформировали известную хард-рок-группу Heart.

## Критика
Некоторые чернокожие женщины чувствовали себя отчуждёнными от феминистского движения второй волны, которое в значительной степени фокусировалось на праве женщин на работу вне дома и расширении репродуктивных прав. В частности, получение возможности работать вне дома не рассматривалось темнокожими женщинами как достижение, поскольку многим из них из-за бедности уже́ приходилось работать как внутри, так и вне дома многие поколения. Кроме того, Анджела Дэвис написала, что в то время как афроамериканские женщины и белые женщины подвергались множественным нежелательным беременностям и были вынуждены тайно прерывать беременности, афроамериканские женщины также страдали от программ принудительной стерилизации, которые не были широко включены в диалог о репродуктивной справедливости.
В 1990-х годах феминизм второй волны сменила третья.